# Ilex rotunda
Ilex rotunda är en järneksväxtart som beskrevs av Carl Peter Thunberg. Ilex rotunda ingår i släktet järnekar, och familjen järneksväxter. Inga underarter finns listade i Catalogue of Life.

## Bildgalleri

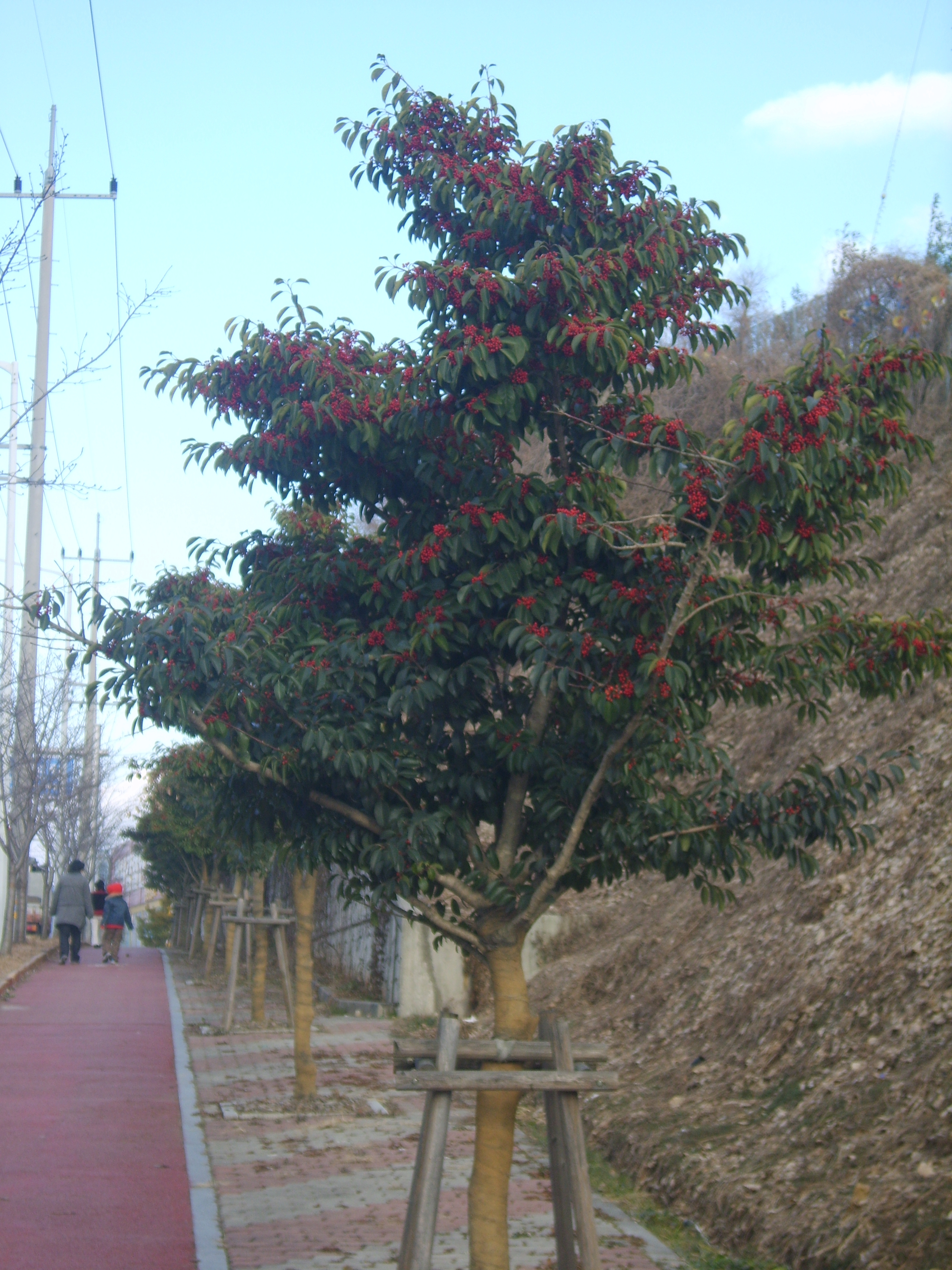
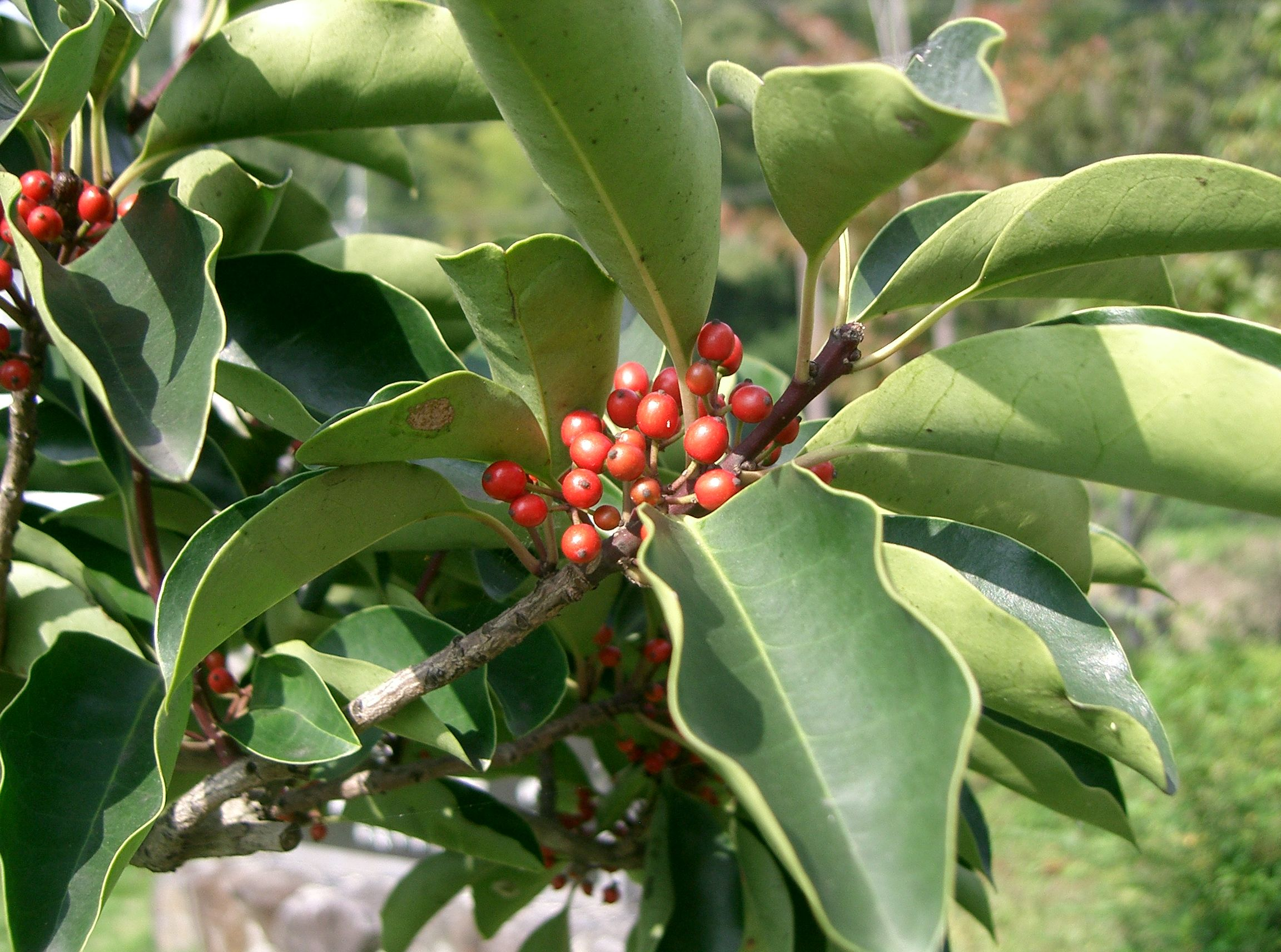
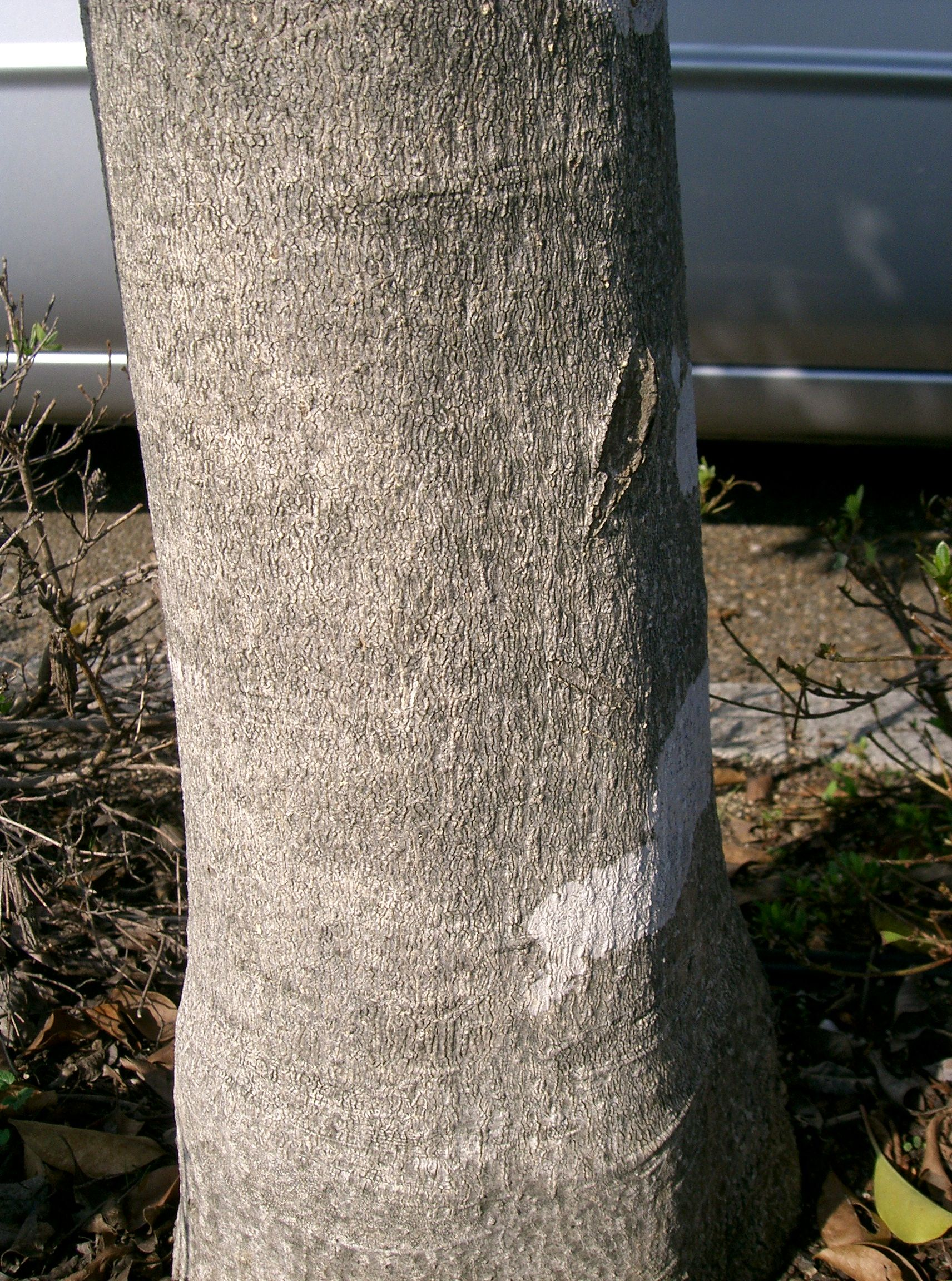
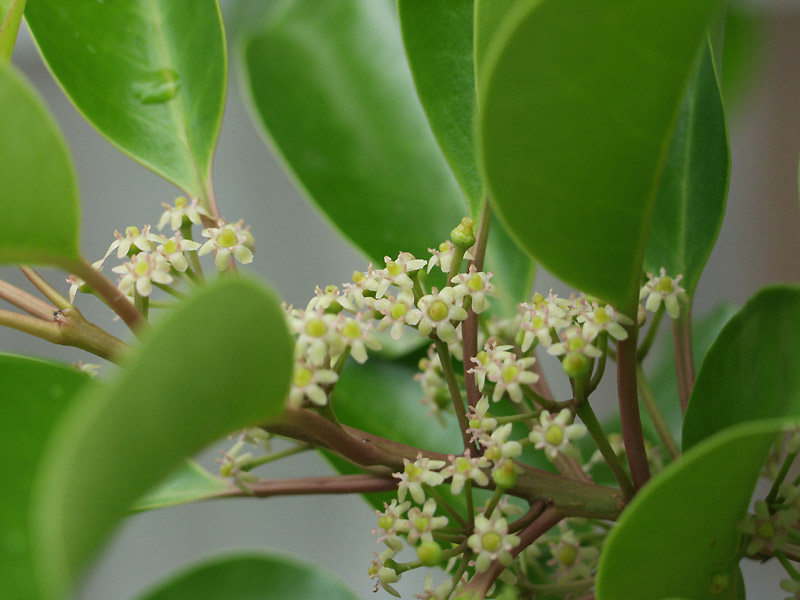
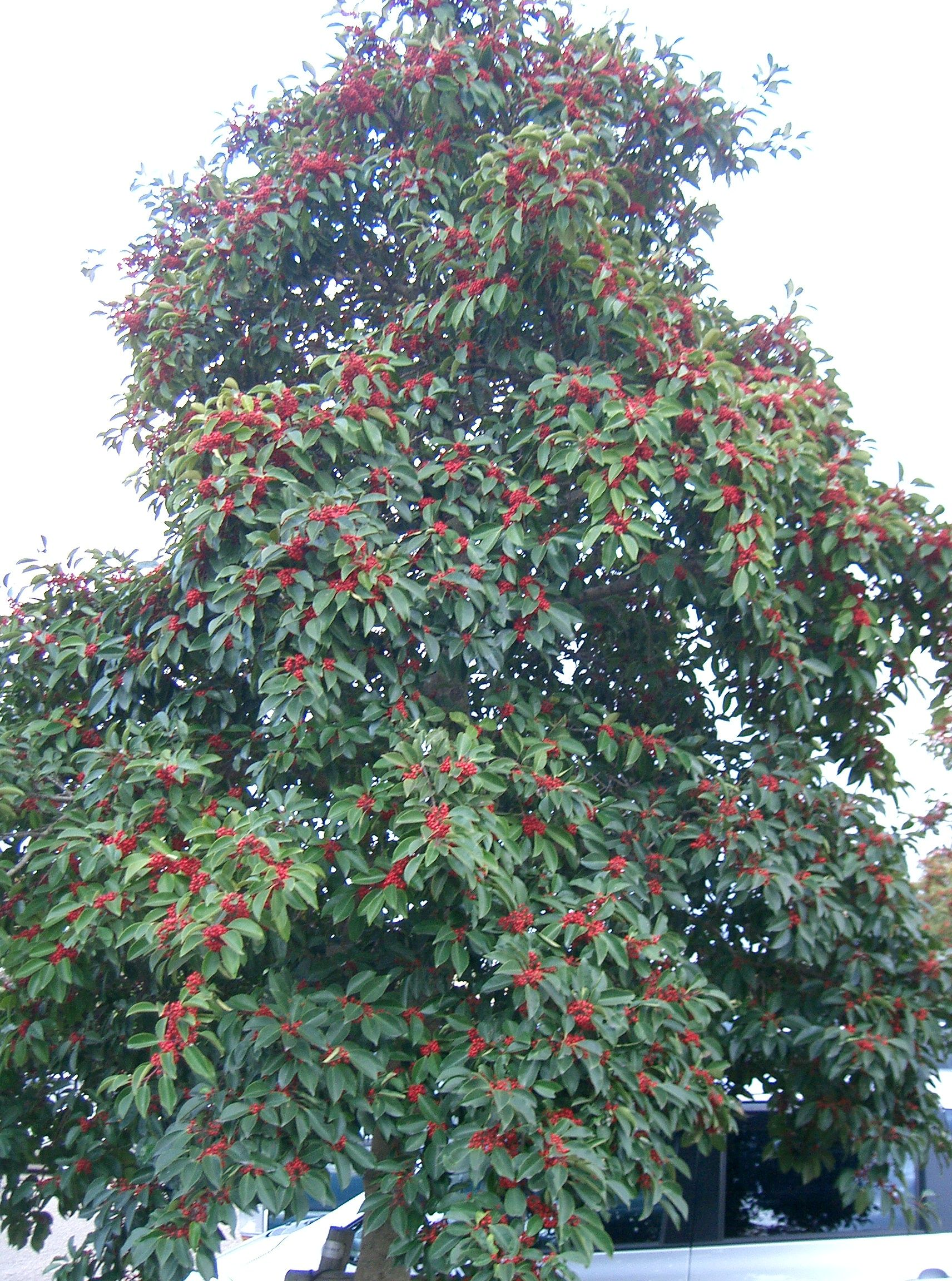
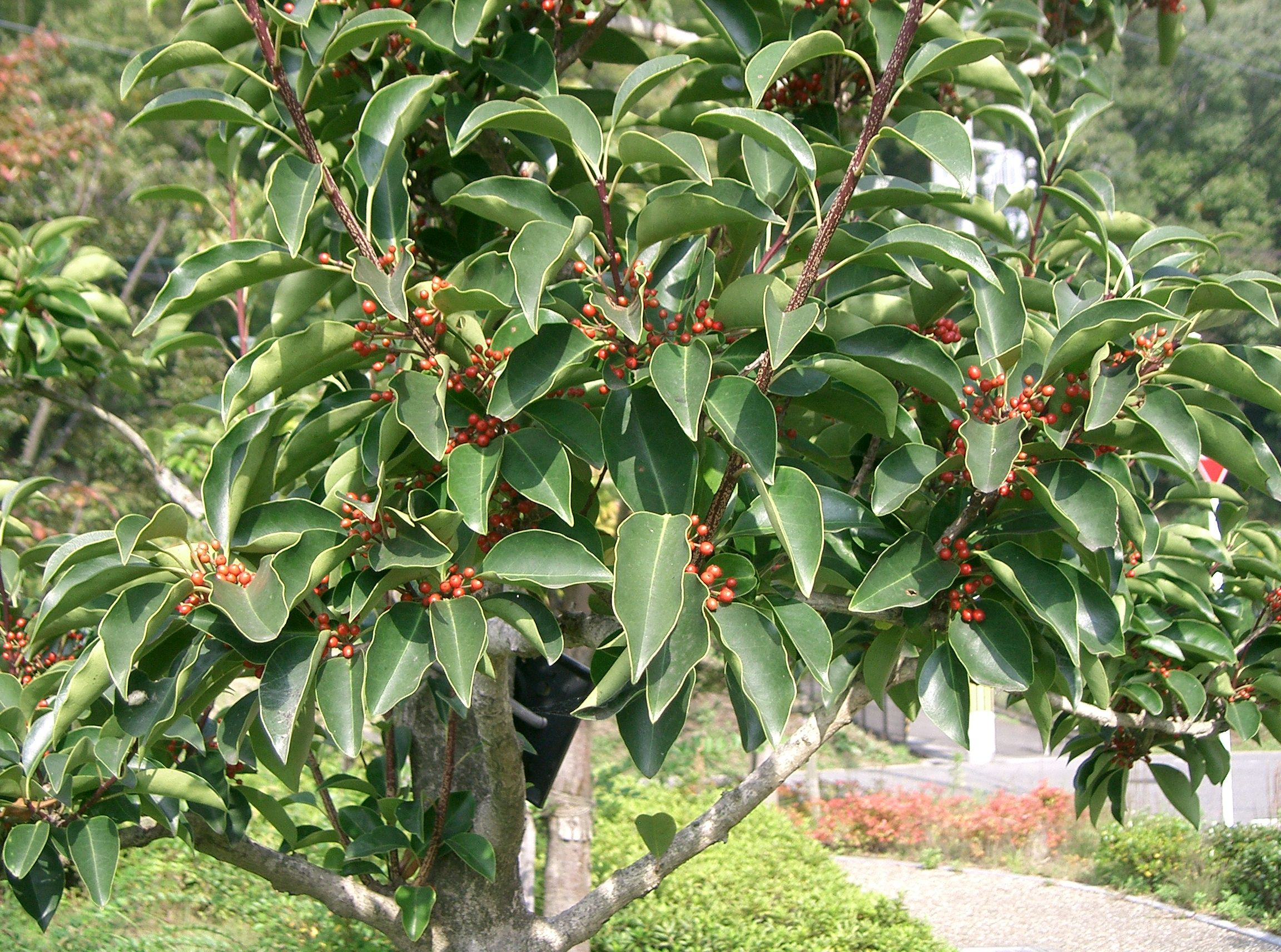